# Cyclamen cyprium
Cyclamen cyprium (укр. Цикламен кіпрський) — вид рослин з роду Cyclamen родини мирсінові. Національна рослина Кіпру.

## Етимологія
Видова назва cyprium (укр. кіпрський) дана на честь острова Кіпр, де були знайдені зразкки цього виду, на основі яких було зроблено його опис.

## Ботанічний опис

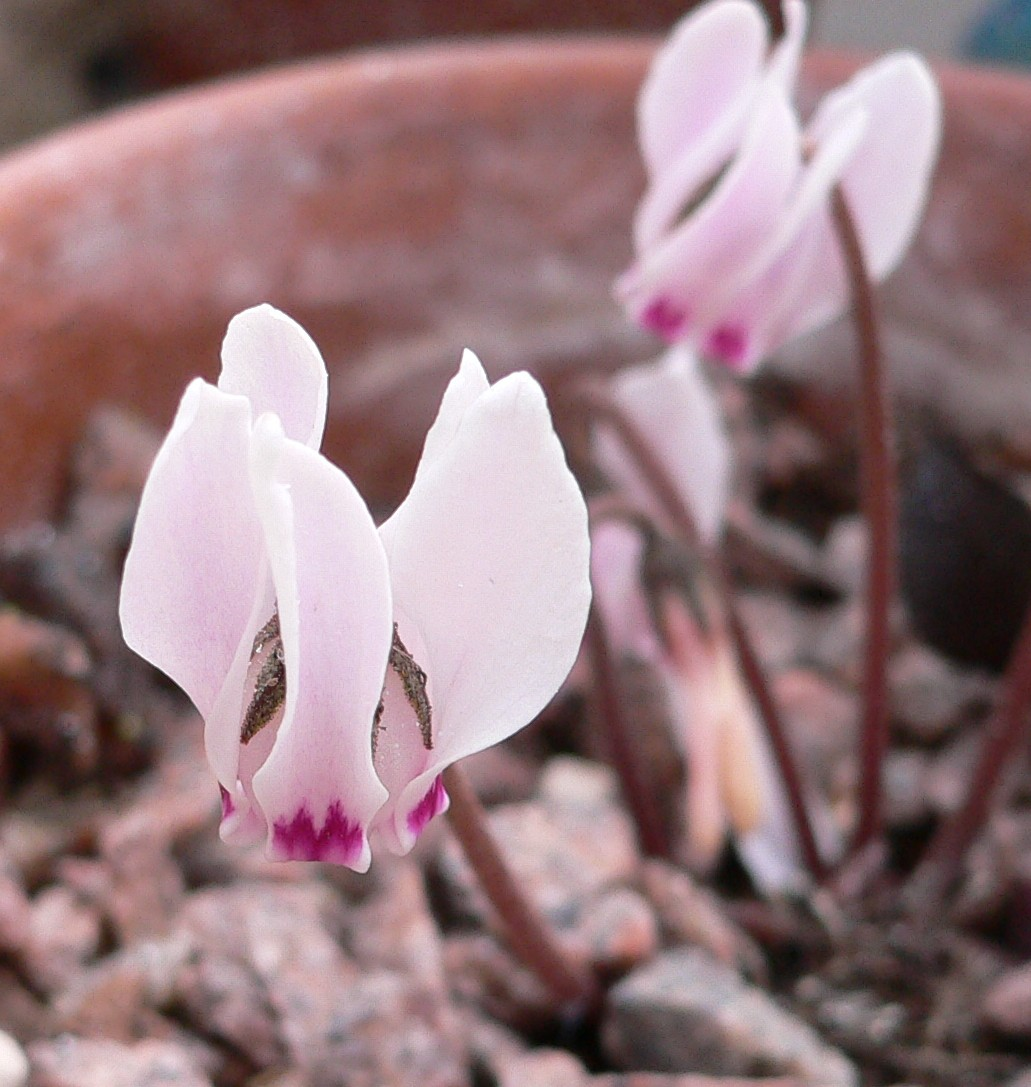
Квітки Cyclamen cyprium

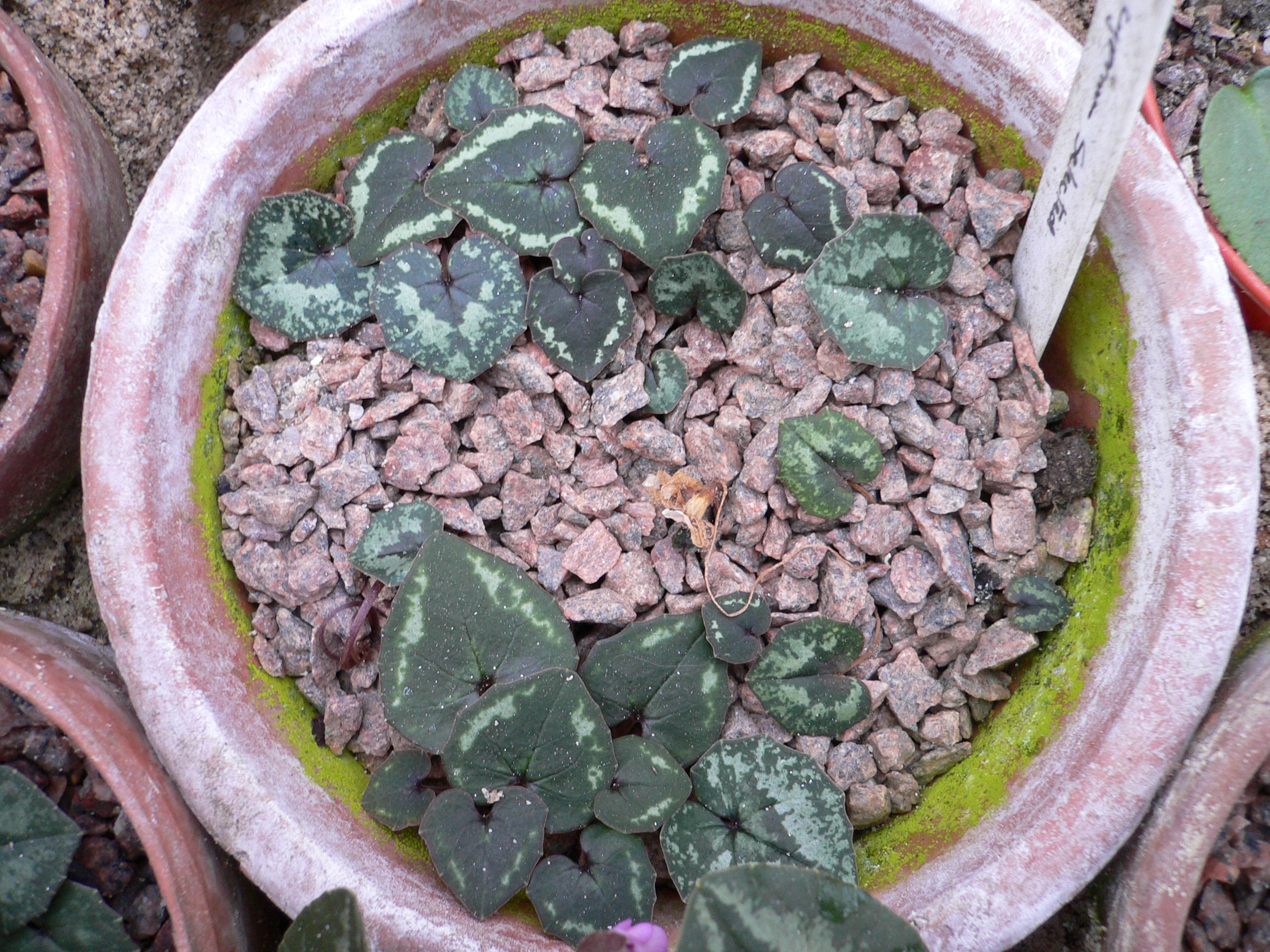
Листя Cyclamen cyprium

Багаторічна трав'яниста рослина 7-15 см заввишки. Листя порівняно невеликі, на довгих черешках, прості, серцеподібні, із зубчастими краями і загостреною вершиною. Колір варіюється від темно-зеленого до оливкової зеленого. Іноді зустрічаються листя з візерунком сріблясто-білого кольору. В горах Кірінія на півночі Кіпру рослини з таким візерунком переважають. Нижня поверхня дистової пластини має характерний фіолетовий або малиново-фіолетовий колір. Як і листя, квітки відносно невеликі, одиничні, на довгих квітконіжках. Пелюстки білі, іноді блідо-рожеві. Біля основи пелюсток — характерна пурпурна або фіолетова пляма. Віночок глибоко розсічений, 5-лопатевий. Квітки дуже ароматні, з'являються восени. Цвіте з вересня по січень, іноді цвітіння продовжується до березня.
Число хромосом 2n = 30.

## Спорідненість
Cyclamen cyprium близький до видів Cyclamen hederifolium, Cyclamen creticum, Cyclamen repandum і Cyclamen balearicum.

## Поширення та екологія
Cyclamen cyprium є ендемічним на середземноморському острові Кіпр. Тут він росте в горах Кіренія в лісистій, скелястій місцевості в районі гори Троодос в сосновому лісі та в кедровому лісі в районі Пафос. Зростає на висотах від 300 до 1200 метрів над рівнем моря, на затінених вапнякових або магматичних породах, крутих схилах і, як правило, під деревами та чагарниками.
Cyclamen cyprium — один з трьох видів роду Цикламен (разом з Cyclamen persicum і Cyclamen graecum), які є абориненними на Кіпрі.
Найбільші популяції Cyclamen cyprium ростуть в лісах, що належать державі — тому добре захищені.

## Вирощування
Cyclamen cyprium успішно вирощується на відкритому повітрі в захищеному положенні. Взимку квіти часто пошкоджуються морозом, тому його краще вирощувати в теплиці. Як вид, який населяє хвойні ліси, добре реагує на додавання в ґрунтову суміш перегнивших соснових голок.

## Міжвидові гібриди
У культурі Cyclamen cyprium утворює з Cyclamen libanoticum міжвидовий гібрид Cyclamen х wellensiekii, який названий на честь професора Велленсіка (нід. S. J. Wellensiek) із Сільськогосподарського університету Вагенінгена, Нідерланди, який першим отримав цей гібрид з рожевими квітками у 1969 році.